# Góra Hugona
Góra Hugona — najwyższe wzniesienie Świętochłowic, ok. 311,4 m n.p.m. Znajduje się w obrębie Wzgórz Chropaczowskich. Stanowi dział wodny I rzędu pomiędzy Wisłą a Odrą.

## Historia
Nazwa pochodzi od imienia Hugo I Henckela von Donnersmarck.
W 1803 obszar ten pokrywały całości lasy. Jednak postępujący rozwój przemysłu spowodował, że od 1883 teren ten został silnie przekształcony. W 1935 na przyległym lotnisku powstała sekcja szybowcowa. Podczas II wojny światowej lotnisko wykorzystywali Niemcy, którzy obok niego usytuowali baterię dział przeciwlotniczych. 

## Fauna i flora

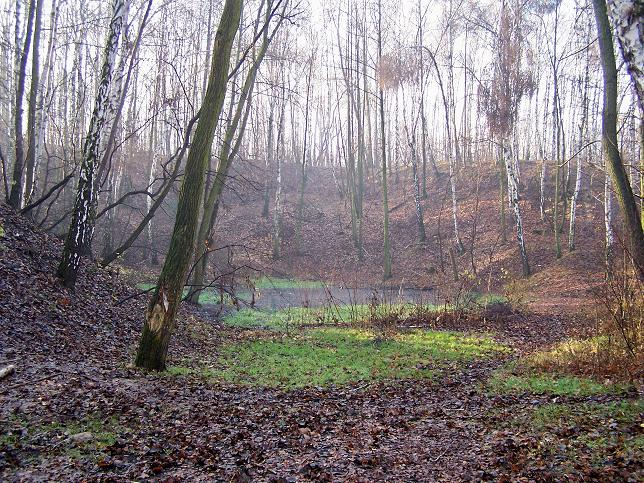
Wąwóz na Górze Hugona

Szata roślinna jest tu na tle obszaru Świętochłowic dobrze zachowana i zróżnicowana, mimo antropogenicznego przekształcenia siedlisk. Znajdują się tu siedliska licznych gatunków roślin, grzybów i zwierząt, w tym także gatunków podlegających ochronie. Odnotowano tu ok. 110 gatunków roślin naczyniowych, w tym objęty ochroną częściową kruszczyk szerokolistny oraz dawniej podlegające ochronie takie jak: bluszcz pospolity, kalina koralowa, konwalia majowa, kruszyna pospolita.
Na Górze Hugona stwierdzono 92 gatunki kręgowców – 5 gatunków ryb, 15 gatunków herpetofauny, 53 gatunki ptaków oraz 19 gatunków ssaków. Spośród nich aż 71 podlega ochronie prawnej, a trzy chronione są prawem łowieckim.
Do największych osobliwości faunistycznych należą: traszka grzebieniasta, kumak nizinny, grzebiuszka ziemna, ropucha paskówka, rzekotka drzewna oraz zaskroniec zwyczajny, a także krogulec, zimorodek, dzięcioł zielony, trzciniak i derkacz.